# Vollstedter See
Vollstedter See este o arie protejată (arie specială de conservare — SAC, sit de importanță comunitară — SCI) din Germania întinsă pe o suprafață de 160 ha, integral pe uscat.

## Localizare
Centrul sitului Vollstedter See este situat la coordonatele 54°14′26″N 9°51′06″E / 54.2406°N 9.8517°E.

## Înființare
Situl Vollstedter See a fost declarat sit de importanță comunitară în septembrie 2004 pentru a proteja 1 specie de animale. Situl a fost protejat și ca arie specială de conservare în ianuarie 2010.

## Biodiversitate
Situată în ecoregiunea continentală, aria protejată conține 6 habitate naturale: Lacuri și iazuri distrofice naturale, Formațiuni ierboase bogate în specii de Nardus, dezvoltate pe substraturi silicioase în zone montane (și în zone submontane, în Europa continentală), Pajiști cu Molinia pe soluri calcaroase, turboase sau argilos-nămoloase (Molinion caeruleae), Mlaștini turboase de tranziție și turbării mișcătoare, Mlaștini alcaline, Mlaștini împădurite.
La baza desemnării sitului se află o specie protejată de  nevertebrate: Vertigo moulinsiana.